# 波利亞內 (佐洛奇夫區)
49°44′34″N 24°59′39″E / 49.74278°N 24.99417°E
波利亞内（羅馬化：Poliany）是烏克蘭西部的村莊，隸屬利維夫州的佐洛奇夫區。該村始建於1453年，面積1.68平方公里，海拔高度374米，2021年該城鎮人口695。